# Czerna (powiat żagański)
Czerna – wieś w Polsce położona w województwie lubuskim, w powiecie żagańskim, w gminie Iłowa.
Miejscowość leży nad Czerną, w północnej części Borów Dolnośląskich przy drodze wojewódzkiej nr 296 stanowiącej w pobliżu wsi zachodnią granicę największego w Polsce poligonu wojskowego – OSP Żagań-Świętoszów.
W latach 1975–1998 miejscowość należała administracyjnie do województwa zielonogórskiego.

## Historia
Na współczesną Czerną złożyły się trzy przedwojenne wsie: Tschirndorf, Hammer i Seltenhain. Największą była pierwsza z wymienionych, po raz pierwszy była wymieniana w 1474 jako osada puszczańska o nazwie Zschersdorf. W 1482 działała tutaj kuźnia żelaza. W XV i XVI wieku stanowiła lenno rodów Kittlitz i Kottwitz, a następnie dostała się pod bezpośrednie władanie książąt żagańskich. W 1772 uruchomiono tutaj wielki piec, w 1786 miejscowy ośrodek hutniczy zatrudniał 45 osób, a 30 procent wyprodukowanego żelaza było eksportowane na ziemie polskie. W latach 1937–1945 wieś nosiła hitlerowską nazwę Hammerfeld. W czasie II wojny światowej Niemcy utworzyli we wsi podobóz pracy przymusowej obozu jenieckiego Stalag VIII C. Po 1945 hutę zlikwidowano. 

## Zabytki
Do wojewódzkiego rejestru zabytków wpisany jest:
- zespół pałacowy, z XIX wieku, w 1905 roku:
  - Pałac z XX wieku: wybudowany w 1905 roku przez rodzinę lokalnych przedsiębiorców branży metalowej – Gloecknerów. Przebudowywany w 1907 i 1930. Ostatnio należał do warszawskiej fundacji Rozwoju Rynku i Własności im. S. Małachowskiego; spłonął w październiku 2005 roku i od tego czasu popada w coraz większą ruinę[9]
  - park - zaniedbany.

## Sport
We wsi funkcjonuje drużyna piłkarska Płomień Czerna. W sezonie 2017/2018 uzyskała awans do klasy A.